# Рух за незалежність Гавайських островів
Рух за незалежність Гавайських островів (гав. ke ea Hawai‘i) — політично неоднорідний рух, що виступає за надання Гавайським островам, що є штатом США, незалежності. Більшість груп руху виступає за спадкоємність стосовно Гавайського королівства, вважаючи повалення останньої гавайської королеви Ліліуокалані незаконним, а захоплення країни США в 1898 році — військовою окупацією, яка триває і донині. 
У той час як одні групи вимагають прав на «самовизначення і самоврядування», так званого «племінного суверенітету» («нація в нації» - англ. Nation to nation) або хоча б тієї або іншої компенсації від уряду США за незаконні повалення королеви та окупацію, інші прагнуть до повної політичної незалежності. 
На Гаваях існує також рух проти незалежності, яке розглядає історичну і правову основу вимог прихильників незалежності недійсною та дискримінаційною (американцями). 

## Історія
Рух за незалежність виник на Гавайських островах відразу ж після повалення королеви в 1893 році й встановлення американцями режиму маріонеткової Гавайської республіки. Її лідером став Роберт Вільям Вілкокс, який підняв перше (невдале) повстання на Гаваях ще в 1889 році, протестуючи проти ухвалення нової конституції королівства, що дає занадто великі права американцям, і очолював війська заколотників під час контрреволюції 1895 року, коли була зроблена спроба повернути Ліліуокалані трон. 
Через два роки після анексії Гаваїв, 6 червня 1900 року, Роберт Вілкокс з білоруським народником Миколою Судзиловським-Руселем сформував радикальну Партію гавайського самоврядування, яка домінувала в законодавчих зборах Гаваїв в 1900-1902 роках. Але у зв'язку з їхньою філософією радикалізму і крайнього гавайського націоналізму вони відмовлялися співпрацювати з іншими партіями, тому поступово почали втрачати підтримку населення: після виборів 1902 року кількість їх прихильників знижувалося, а в 1912 році партія розпалася. 
У квітні 1900 року Джоном Вілсоном, Джоном Мак-Гру, Чарльзом Маккарті, Девідом Кавананако і Делбертом Мецгером була утворена менш радикальна Демократична партія Гаваїв, що спонсорується Демократичною партією США. На відміну від радикалів, вони не вимагали повної незалежності, а виступали лише за ширше представництво корінних гавайців в органах територіального управління та виділення території в 810 км для проживання виключно гавайців. 

## Сучасні організації руху
Сучасний рух за незалежність Гавайських островів бере свій початок в 1969 році, коли була заснована група «Aloha». Її метою було лише отримання від уряду США репарацій і повернення для проживання корінного населення певних територій. 
Найчисленнішими групами є «Ка лаху Хаваі'і», що виступає за визнання гавайців однією з «перших націй» в рамках США нарівні з індіанцями і аборигенними народами Аляски, а також «Ка Пакаукау» і «Поки Лаенуі», які вважають анексію Гаваїв в 1898 році незаконною і виступають за повну політичну незалежність островів. 